# Негріляса
Негріляса (рум. Negrileasa) — село у повіті Сучава в Румунії. Входить до складу комуни Стулпікань.
Село розташоване на відстані 332 км на північ від Бухареста, 41 км на південний захід від Сучави, 137 км на захід від Ясс.

## Населення
За даними перепису населення 2002 року у селі проживали 1104 особи, з них 1102 особи (99,8%) румунів. Рідною мовою 1102 особи (99,8%) назвали румунську.